# Guignardia mangiferae
Guignardia mangiferae är en svampart som beskrevs av A.J. Roy 1968. Guignardia mangiferae ingår i släktet Guignardia och familjen Botryosphaeriaceae.   Inga underarter finns listade i Catalogue of Life.